# ثيرامين
ثيرامين هو غذاء طبي مبني على الأحماض الأمينية، يستخدم في المعالجة الغذائية للألم والاضطرابات الالتهابية. يصنيع الثيرامين من قبل الأطباء المعالجين، وهي فرع من الأدوية الطبية المستهدفة (OTC:TRGM). حيث خضع الثيرامين لتجربتين سريريتين مزدوجتين لألم أسفل الظهر.